# Rat des Šuruppak
Der Rat des Šuruppak (auch „Der Rat des Mannes aus Šuruppak“) ist eine Sammlung von Mahn- und Weisheitstexten aus dem altorientalischen Mesopotamien. Die älteste Version des Texts ist frühdynastisch und stammt aus dem 26. Jahrhundert v. Chr. Sie wurde in Abū Ṣalābīḫ gefunden. Ein zweiter Text, der in Adab ausgegraben wurde, stammt aus dem 24. Jahrhundert v. Chr. Damit gilt Der Rat des Šuruppak als einer der ältesten Weisheitstexte der Geschichte. Die lange Tradierung der Texte von 1500 Jahren – die jüngste Überlieferung stammt aus der Zeit um 1100 v. Chr. – verleiht dieser Spruchsammlung eine herausragende Rolle.

## Verwendete Sprachen
Die Keilschrifttafeln, auf denen die Texte festgehalten sind, liegen schon aufgrund der langen Tradierung in verschiedenen Sprachen vor. Die frühen Texte sind in Sumerisch abgefasst, die späteren in Babylonisch. Außerdem existieren Übersetzungen ins Akkadische und zumindest eine akkadisch-hurritische Bilingue.

## Umfang der Spruchsammlung
Die Spruchsammlung ist nicht in vollem Umfang erhalten, der auch kaum aus den vorliegenden Fragmenten rekonstruierbar ist. Die altbabylonische Version aus dem 18. Jahrhundert v. Chr. ist mit 290 Zeilen die umfangreichste. Die Version aus Abū Ṣalābīḫ ist mit knapp 170 Zeilen nur gut 40 % so lang.